# Пинспоттер

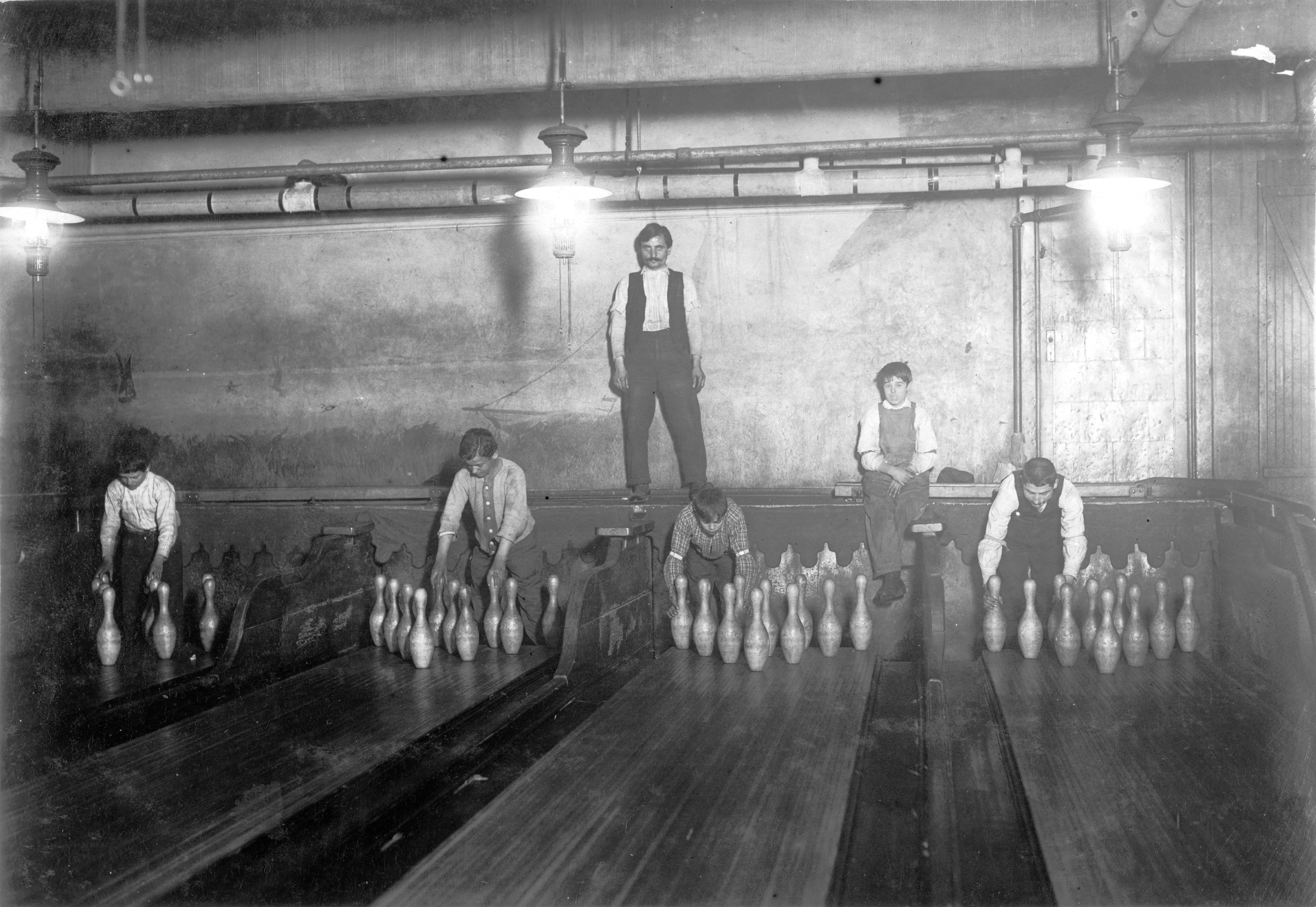
Пинбой

Пинспоттер или пинсеттер (от англ. pin — «кегля») — кеглеустановочная машина, основной механизм в оборудовании для боулинга. Пинспоттер собирает кегли после удара, подает их на подъёмник и распределяет кегли на нужные места.
Компания AMF выпускает данное оборудование под торговой маркой пинспоттер, а компания Brunswick — под маркой пинсеттер. Оборудование имеет одинаковое назначение, но различается по внутреннему устройству.

## История
Первоначально пинспоттером был человек, который вручную расставлял кегли на их правильное местоположение, убирая сбитые кегли, и возвращая шары для игроков. Вероятно, из-за характера работы (низкая зарплата, частичная занятость, ручной труд, преимущественно вечерний), много пинспоттеров были подростками, и поэтому пинбой (от англ. boy—парень) стало другим названием для обозначения должности.
В 1936 Готфрид Шмидт изобрёл механический пинспоттер вместе с компанией AMF, которая окончательно покончила с ручной профессией, хотя некоторые кегельбаны всё же использовали человеческие пинспоттеры.
В 1950 г. Морхед Пэттерсон, вице-президент компании, занимавшейся производством оборудования для пищевой и табачной промышленности, приобрёл у него патенты на автоматическое устройство для установки кеглей, впервые показанное на турнире 1946 г. в Баффало, штат Нью-Йорк.
Пинспоттеры середины 1940-х гг. были величиной со среднюю комнату и обслуживались тремя операторами каждый. Однако они делали главное — по всем правилам ставили и собирали кегли, что само по себе уже могло считаться крупным технологическим достижением: вся специфика этой стороны боулинга заключается в том, что после первого броска надо убрать только упавшие кегли, остальные же должны
остаться стоять в точности так, как они оказались расставлены после удара.
В том же 1950 г. в США прошёл первый чемпионат мира по боулингу, на котором расстановка кеглей была полностью возложена на новые машины AMF. Уже в ходе турнира стало понятно, что в развитии и росте популярности боулинга важная роль будет принадлежать автоматизации рутинного процесса установки кеглей на дорожку.
Первый пинспоттер был установлен в Мичигане спустя год (в 1951 г). Вскоре 12 таких пинспоттеров было установлено в городе Мидвестерн, после чего в 1952 г. машина наконец получила официальное одобрение. К концу 1952 г. в продажу поступили промышленные модели пинспоттеров, и первым их обладателем стал клуб «Боулодром» города Клеменс (Мичиган).
Многие пинспоттеры оснащены электронными системами скоринга различной сложности. Невзирая на то, что многие пинспоттеры имеют кнопку ручной перезагрузки для случаев, когда машина автоматически не включается в нужное время, существуют и другие виды, которые не имеют автоматического слежения за состоянием игры — особенно для таких видов боулинга, как candlepin и duckpin, которые используют меньше шаров — и почти всегда включаются вручную.

## Основные функции пинспоттера
К основным функциям пинспоттера стоит отнести:

1. Остановка шара

2. Возврат шара

3. Установка кеглей

4. Переустановка кеглей

## Компоненты машины
В различных видах боулинга конструкция машины может меняться в зависимости от размера и модели кегель и шаров. Единый набор элементов для всех пинспоттеров состоит из:
- Подушка пинспоттера — останавливает шар и изменяет его направление в сторону окна подъёмника.

- Грабли — основное назначение это сдвиг упавших кеглей и кеглей, оставшихся на пиндеке. Также грабли предотвращают попадание шара в зону машины во время цикла установки кеглей или их реустановки.

- Ковер — широкий ремень, на который падают сбитые кегли и перемещаются к подъемному колесу (пин-колесу). Специальная доска внутри ковра обеспечивает поддержку кеглей, и направляет шар в окно подъёмника шара.

- Пин-колесо — поднимает кегли с ковра и перемещает их на дистрибьютор.

- Дистрибьютор доставляет кегли от пин-колеса в бункер. Дистрибьютор работает непрерывно и получает вращательное движение от двигателя заднего блока.

- Подъёмник шара поднимает шар с ковра машины на высоту достаточную для возврата шара под действием силы тяжести. Подъёмник находится между парой пинспоттеров (нечётным и чётным).

- Бункер и челнок. В бункере находятся кегли, полученные от распределителя, до момента их установки. Челнок опускает кегли на стол. В бункере может находиться 2 комплекта кеглей.

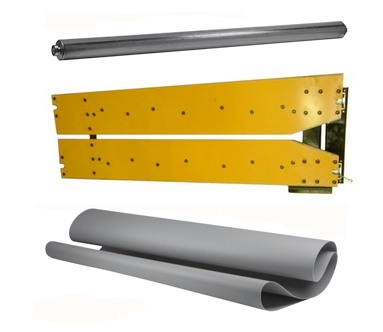
Ковер